# Pepetela

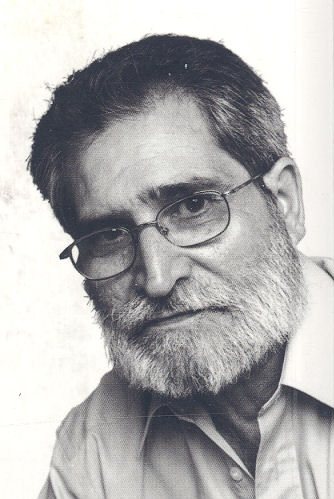
Pepetela

Pepetela, pseudonimo di Artur Carlos Maurício Pestana dos Santos (Benguela, 29 ottobre 1941), è uno scrittore angolano.

## Biografia
Pepetela è nato a Benguela, nell'allora Africa Occidentale Portoghese. A partire dalla fine degli anni 1960 e fino all'indipendenza dell'Angola dal Portogallo nel 1975, Pepetela è stato un membro del Movimento Popolare di Liberazione dell'Angola (MPLA) con cui ha combattuto la guerra di indipendenza contro il Portogallo. 
Il ruolo principale svolto da Pepetela era quello di divulgare la lotta di indipendenza del MPLA, un ruolo questo che svolse soprattutto a partire dal Centro di studi Angolani che lui stesso contribuì a creare. A partire dal 1975 (anno dell'indipendenza dell'Angola), Pepetela fu vice-ministro dell'educazione del Governo Angolano presieduto da Agostinho Neto, incarico da cui si dimise nel 1980.
Laureato in sociologia, è docente alla Facoltà di Architettura dell'Università di Luanda. Nel 1997 ha vinto il premio Camões per l'insieme della sua opera.

### Opere
- As Aventuras de Ngunga (1973)
- Muana Puó (1978)
- 1980 – Mayombe
  - 1989 – Mayombe, Edizioni Lavoro
- O Cão e os Caluandas (1985)
- Yaka (1985)
- Geração da Utopia (1992)
- 1995 – O Desejo de Kianda
  - 2010 – Il desiderio di Kianda, Edizioni Lavoro
- A Gloriosa Família (1996)
- Parábola do Cágado Velho (1996)
  - 2000 – Parabola della vecchia tartaruga, Besa
- A Montanha da Água Lilás (2000)
- Jaime Bunda, Agente Secreto (2001)
  - 2006 – Jaime Bunda, agente segreto: racconto di alcuni misteri, E/o
- Jaime Bunda e a Morte do Americano (2003)
- Predadores (2005)
- O Terrorista de Berkeley, Califórnia (2007)
- O Quase Fim do Mundo (2008)
- Contos de Morte (2008)
- O Planalto e a Estepe (2009)
- Crónicas com Fundo de Guerra (2011)
- A Sul. O Sombreiro (2011)
- O Timido E As Mulheres, (2013)

In italiano
- Pepetela, La generazione dell'utopia (brossura), prefazione di Romano Prodi, 1ª ed., Reggio Emilia, Diabasis, dicembre 2009,  p. 392, ISBN 978-88-8103-619-6.
- Pepetela, Jaime Bunda, agente segreto, racconto di alcuni misteri (brossura), 1ª ed., E/O, dicembre 2012, ISBN 978-88-764-1715-3.
- Pepetela, Predatori, 1ª ed., Bracciano, Tuga Edizioni, 2013, ISBN 978-88-908138-5-6.

- Pepetela, Il cane e i Caluanda (brossura), 1ª ed., Pisa, Felici Editore, 2015.

In inglese
- Jaime Bunda, traduzione di Richard Bartlett, Aflame Books, Wiltshire, 2006,  pp. 296 pp., ISBN 978-0-9552339-1-3.